# Marie-Dominique Dessez
Marie-Dominique Dessez, née le 6 avril 1960, à  Mayenne (Mayenne) et décédée le 29 novembre 2019 à Riom (Puy-de-Dôme) est une actrice française de cinéma et de télévision.

## Filmographie

### Télévision
- 1993 : Navarro, épisode L'honneur de Navarro : Fliquette
- 1993 : Nestor Burma (série télévisée), saison 3, épisode 3 : Les eaux troubles de javel : La barmaid
- 1995 : Les Louves (téléfilm, 1995) de Jean-Marc Seban : Louise
- 1995 : François Kléber, épisode Dans la gueule du loup : Une femme CP
- 1995 : L'Éducateur, épisode Trop libre pour toi : Annick
- 1996 : Le Refuge (série télévisée), épisodes La danse du cobra et Pilot : Véronique
- 1996 : Les Cinq Dernières Minutes, épisode Mise en pièces : Sophie
- 1997 : Rachel et ses amours de Jacob Berger : Deborah
- 1998 : Les pédiatres (mini-série) : Chalrotte Balin
- 1998 : Le Dernier fils d’Étienne Périer : Sophie
- 1999 : Brigade fluviale (série télévisée) : Ève Castelas
- 2003 : Les Cordier, juge et flic, épisode Fausses notes : Yannick Puech
- 2004 : Vous êtes de la région ? de Lionel Epp : La banquière
- 2004 : Sauveur Giordano, épisode Disparitions : L'infirmière
- 2004 : Mon fils d'ailleurs de Williams Crépin : La journaliste
- 2005 : La Crim', épisode Le jour des morts : Médecin pédiatre
- 2005 : Groupe flag, épisode Dans les règles de l'art : Christina Ganz

### Cinéma
- 1990 : Promotion canapé de Didier Kaminka : L'hôtesse de la compagnie aérienne
- 1992 : La Fille de l'air de Maroun Bagdadi
- 1994 : L'Enfant de père inconnu de Laurent Thomas : Christine Demonceau
- 1996 : Les Bidochon de Serge Korber
- 2004 : Les Revenants de Robin Campillo : La collaboratrice de Gardet